# Harskirchen (Adlkofen)

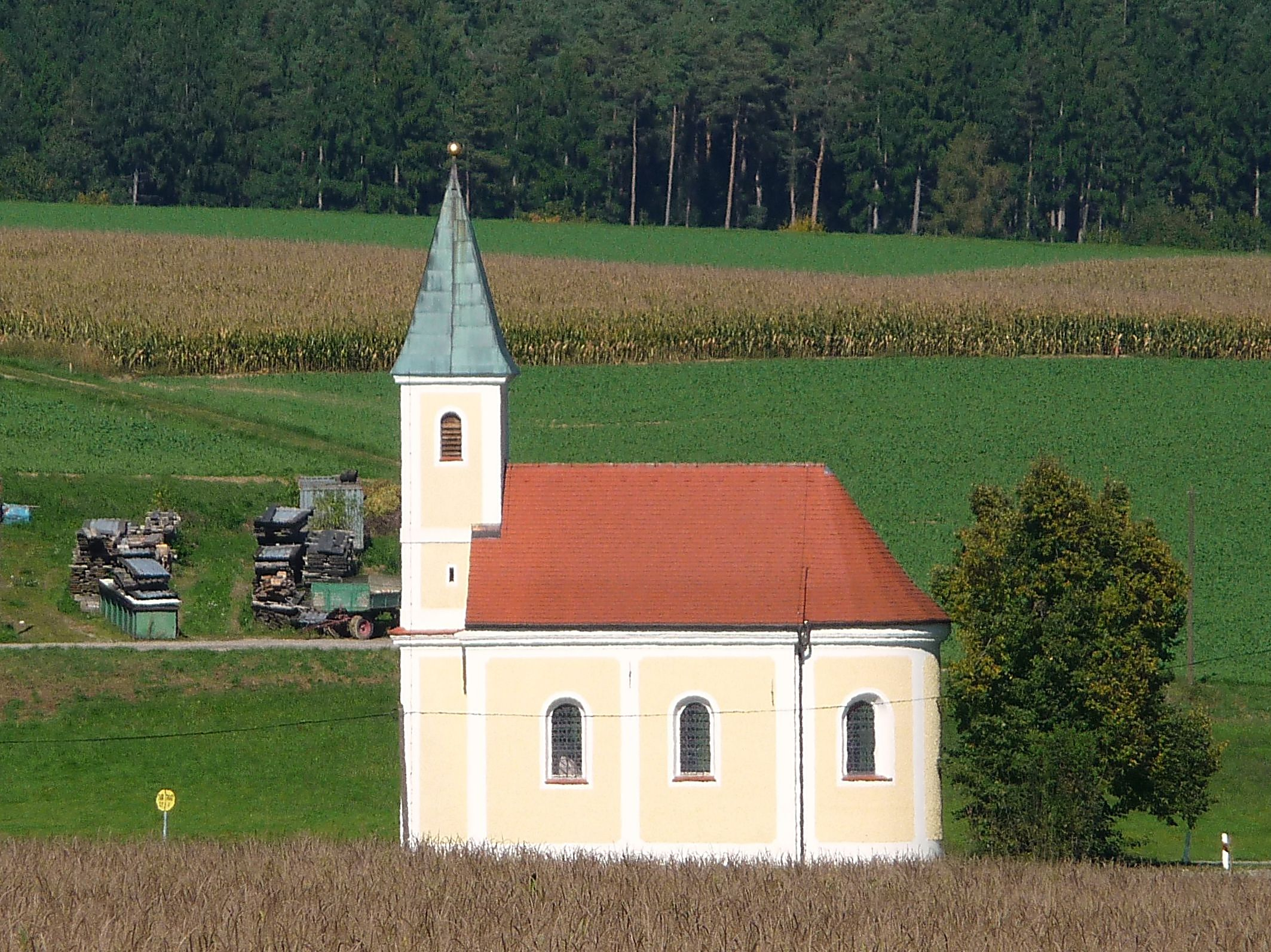
Die Filialkirche St. Andreas

Harskirchen ist ein Ortsteil der Gemeinde Adlkofen im niederbayerischen Landkreis Landshut.

## Lage
Der Weiler Harskirchen liegt im oberen Aichbachtal etwa zwei Kilometer östlich von Adlkofen.

## Geschichte
Harskirchen entstand vermutlich zwischen dem achten und zehnten Jahrhundert. Es handelt sich um einen der zahlreichen auf -kirchen endenden Orte im Raum zwischen Isar und Bina, die auf das adelige Eigenkirchenwesen zurückzuführen sind. Die Harskircher waren Salzburger Ministerialen, die an der alten Straßenkreuzung im Rodungsgebiet am Kröninger Forst ihren Sitz hatten. Heinrich der Harskircher war sogar siegelberechtigt, wie 1261 und 1304 in den Traditionsnotizen von Kloster Raitenhaslach bezeugt ist. Mit Hartprech, der zuletzt in Zangberg lebte, starben 1416 die Harskircher im Mannesstamm aus.
Harskirchen gehörte zur Obmannschaft Reichersdorf im Amt Adlkofen des Landgerichtes Vilsbiburg. Seit der Gemeindebildung 1818 ist Harskirchen ein Teil der Gemeinde Adlkofen.

## Baudenkmäler
Siehe auch: Liste der Baudenkmäler in Harskirchen
- Kirche St. Andreas. Die Nebenkirche der Pfarrei Adlkofen ist ein Werk des Landshuter Hofmaurermeisters Felix Hirschstetter und wurde in den Jahren 1743/44 erbaut. Die spätgotischen Statuen des heiligen Andreas und der heiligen Barbara stammen noch aus der Vorgängerkirche, die 1752 abgebrochen wurde. Das Zwiebeltürmchen wurde im 19. Jahrhundert durch einen Spitzhelm ersetzt.